# Kimballton (Iowa)
Kimballton – miasto w Stanach Zjednoczonych, w stanie Iowa, w hrabstwie Audubon. W 2000 roku liczyło 342 mieszkańców.